# バスカード (新潟交通)
バスカードは、新潟交通が発行し、同社および子会社の新潟交通観光バスが発売していた、同社グループ専用の磁気式乗車カード（プリペイドカード）。同社のIC乗車カード「りゅーと」の普及促進や環境負荷の軽減などを目的に、2013年（平成25年）9月30日をもってサービスを終了した。
なお本項では、新潟交通・越後交通・頸城自動車の3社が、新潟県内高速バス専用の共通乗車カードとして発売していた磁気式乗車カード「新潟県内高速バス共通カード」（にいがたけんないこうそくバスきょうつうカード）についても記述する。

## バスカード (新潟交通)

### 概要
1991年（平成3年）10月からシステムの運用を開始。プレミアム額が10%付与されている「普通バスカード」、平日のデータイムと土曜・休日に限り利用でき、プレミアム額が25～40%付与されている「買物バスカード」の2種類が発売されていた。導入当初、運行車両にはバスカードが利用可能であることを示す「バスカード」のシンボルマークを模したオレンジ色のステッカーが貼付されていた。
バスカードのサービスは新潟県新潟市内とその近郊を運行する新潟交通グループの路線バスのうち、新潟交通が運行する全路線と、地域子会社の新潟交通観光バスの新発田・京ヶ瀬・潟東各営業所管内の一部の路線で実施され、新潟市中央区中心部を発着する市内線、近郊・郊外線においては全路線・全便で利用可能となっていた。また新潟交通グループが運行業務を受託するコミュニティバスの一部でも、新潟市各行政区で運行されている「区バス」のうち東区バス（松崎ルート・河渡ルート）、江南区バス（曽野木ルート）、西区バス（中野小屋ルート＝大堀線・信楽園病院 - 赤塚駅前間）と、西区の赤塚地区住民バスなどでサービスが行われていた。
但し高速バス全線（県内線・県外線）、新潟交通佐渡全線、新潟交通観光バスの自治体共同運行路線（市町村等から費用補助を受けて運行している路線。勝木・村上・中条・五泉・津川・三条営業所管内の全路線と、新発田・京ヶ瀬・潟東営業所管内の一部路線）、新潟交通グループが運行業務を受託するコミュニティバスの一部路線・区間（上記区間以外）はサービスエリア外となっていた。
買物バスカードのプレミアム率はシステム運用開始当初、全券種で一律40%となっていたが、バス利用者の減少や新潟交通グループの収支悪化などに伴い、2009年（平成21年）12月24日発売分から1000円・3000円のプレミアム率が25%に削減された。なお、同日以前に購入した買物バスカードは券面額のまま使用可能となっていた。
一方、新潟交通グループでは新潟市と新潟交通が進めるオムニバスタウン事業の一環で、2011年（平成23年）4月24日からICカード乗車券「りゅーと」のサービスを開始した。それに伴い、バスカードと回数券についてはサービス終了時期に関する検討が進められ、2013年6月30日を以って販売を終了、同年9月30日をもって利用を終了することとなった。バスカード・回数券のサービス終了後の同年10月1日から2014年（平成26年）9月30日までの1年間は、新潟交通グループの窓口で手数料無料にて払い戻しを受け付ける。
ICカード「りゅーと」は、2011年春から市内線・近郊線の一部を皮切りに順次サービスを開始し、2012年には新潟市中心部発着の全路線へのシステム導入が完了した（一部の臨時便を除く）。また2013年3月23日からは、新潟交通グループの路線バスでJR東日本のSuicaと全国10種類の交通系ICカードが利用できるようになった。この一連の新潟交通グループにおけるICカードシステム化への布石として、2006年10月に新潟市中央区の朱鷺メッセで開催された「地域ICT未来フェスタinにいがた」において、新潟駅万代口と会場を連絡するシャトルバスでICカードを利用した実証実験が行われた。

### 券種
括弧内はプレミア金額を含めた利用可能金額。

#### 普通バスカード
- 1000円（1100円分）
- 3000円（3300円分）
- 5000円（5500円分）
- 10000円（11000円分）

基本図柄はそれぞれ「日本海に沈む夕日」（1000円券）、「新潟市歴史博物館」（3000円券）、「新潟スタジアム（東北電力ビッグスワンスタジアム）」（5000円券）、「朱鷺メッセ」（10000円券）だが、2003年以降に発行されたバスカードのうち1000円券、3000円券の図柄には全面広告が採用されており、過去に新潟総合テレビ、テレビ新潟放送網、東北電力、国土交通省新潟国道事務所などが広告を提供している。また新潟市が2007年にオムニバスタウンに指定されたのに伴い、翌2008年には新潟市都市政策部都市交通政策課が広告を提供し、オムニバスタウン事業のPRを行った。

#### 買物バスカード
- 1000円（1250円分）
- 3000円（3750円分）
- 5000円（7000円分）

平日は運賃精算時刻が10時～17時である場合のみ使用可能
土曜・日曜・祝日は終日利用可能
発売開始当初の基本図柄はいずれも新潟市中央区中心部の風景を模したイラストで、それぞれ「東大通を走行する銀バス」（1000円券）、「萬代橋を渡る銀バス」（3000円券）、「万代シテイ」（5000円券）だったが、1996年下期以降の発行分からは全券種とも、テレビ新潟放送網の全面広告となっていた。

### 利用方法
下記はサービス実施時の使用方法である。
乗車時にカードリーダライタにカードを挿入し、乗車停留所の整理券番号の情報を書き込む。降車時に運賃箱のリーダライタにカードを挿入すると、大人1名分の運賃がカード残額から差し引かれる。
複数人で乗車した場合、小人運賃で精算する場合、乗車の際にリーダライタへの挿入を忘れた場合は降車時の運賃精算の際、乗務員（運転士）にその旨を申告した上で、規定分の運賃をカード残額から精算する。カード残額が不足した場合は別のカードを挿入するか、現金で残額分を精算する。
なお、以下のケースでは乗車時にカード挿入を忘れていてもそのまま適正な運賃が差し引かれる。
- 多区間制バス（市内線の一部と近郊・郊外線）で始発地、もしくは整理券が発券されない初乗り区間から乗車している場合。
- 乗降車区間が上限運賃に該当する区間だった場合（上限運賃は路線・系統により420円・520円・600円・630円）。
- ワンコイン区間（100円）内、新潟市内均一区間（200円）内で乗降する場合。
  - ワンコイン区間内・市内均一区間内を始発地とするバスに、当該区間内で乗降車した場合は、乗車時にカードを挿入していなくても既定の運賃が差し引かれる。ただしワンコイン区間内・市内均一区間内であっても、郊外始発の多区間制バスに乗車した際にカード挿入を忘れた場合は運賃を過剰に差し引かれてしまうことになる。特にワンコイン区間内で乗車時の挿入を忘れた場合は、均一区間内始発の市内線バスでも「200円」を差し引かれることになるため、こうした場合は精算の際、乗務員に申告する必要がある。

買物バスカードの利用可能時間帯は前述の通り、土曜・休日は終日利用できるが、平日については「運賃精算時の時刻が10時から17時までの間」と規定されている。なお、仮に乗車したバスが交通事情や天候等の影響で、到着時刻が対象時間帯を前後した場合でも、ダイヤ上の通過・到着予定時刻が対象時間帯内であれば、精算は可能である。

## 新潟県内高速バス共通カード
前述のように高速バスではバスカードは利用できないが、県内線（県外線の会津若松 - 新潟線を含む）では全便で「新潟県内高速バス共通カード」が利用可能であった。ただし高速バス共通カードは運行各社の一般路線バスでは使用できなかった。
新潟県内高速バス共通カードを発売していた新潟交通・越後交通・頸城自動車の3社は、2019年8月1日、カードシステムの老朽化を理由に高速バス共通カードの販売・利用を終了すると発表。同年9月30日をもって販売を終了、2021年3月31日をもって利用を終了した。未使用または残額のあるカードは、利用終了後5年間は無手数料で払い戻しを実施する。

### 発行事業者
- 新潟交通[2]
- 越後交通[3]
- 頸城自動車[4]

### 券種
券種は3種類で、金額ごとに色分けされ、県内の風物の写真が印刷されていた。
- 24,000円券 - ピンク色（県鳥トキ）[2][3][4]
- 11,700円券 - 緑色（高田城址公園の桜：上越市）[2][3][4]
- 5,600円券 - 黄色（信濃川と萬代橋：新潟市)[2][3][4]

### 利用可能路線
以下の10路線で利用可能であった。
- 巻潟東インター駐車場線
- 東三条線
- 燕線
- 長岡線
- 柏崎線
- 十日町線
- 上越（高田・直江津）線
- 糸魚川線
- 五泉・村松線
- 県外高速 会津若松線